# Gare de Zolotchiv
 (avril 2023).
Si vous disposez d'ouvrages ou d'articles de référence ou si vous connaissez des sites web de qualité traitant du thème abordé ici, merci de compléter l'article en donnant les références utiles à sa vérifiabilité et en les liant à la section « Notes et références ».
La gare de Zolotchiv (en ukrainien : Золочів (станція, Львівська залізниця)) est une gare ferroviaire située dans la ville de Zolotchiv de l'oblast de Lviv, en Ukraine.

## Situation ferroviaire
La gare est exploitée par Lviv Railways, partie de Ukrzaliznytsia.

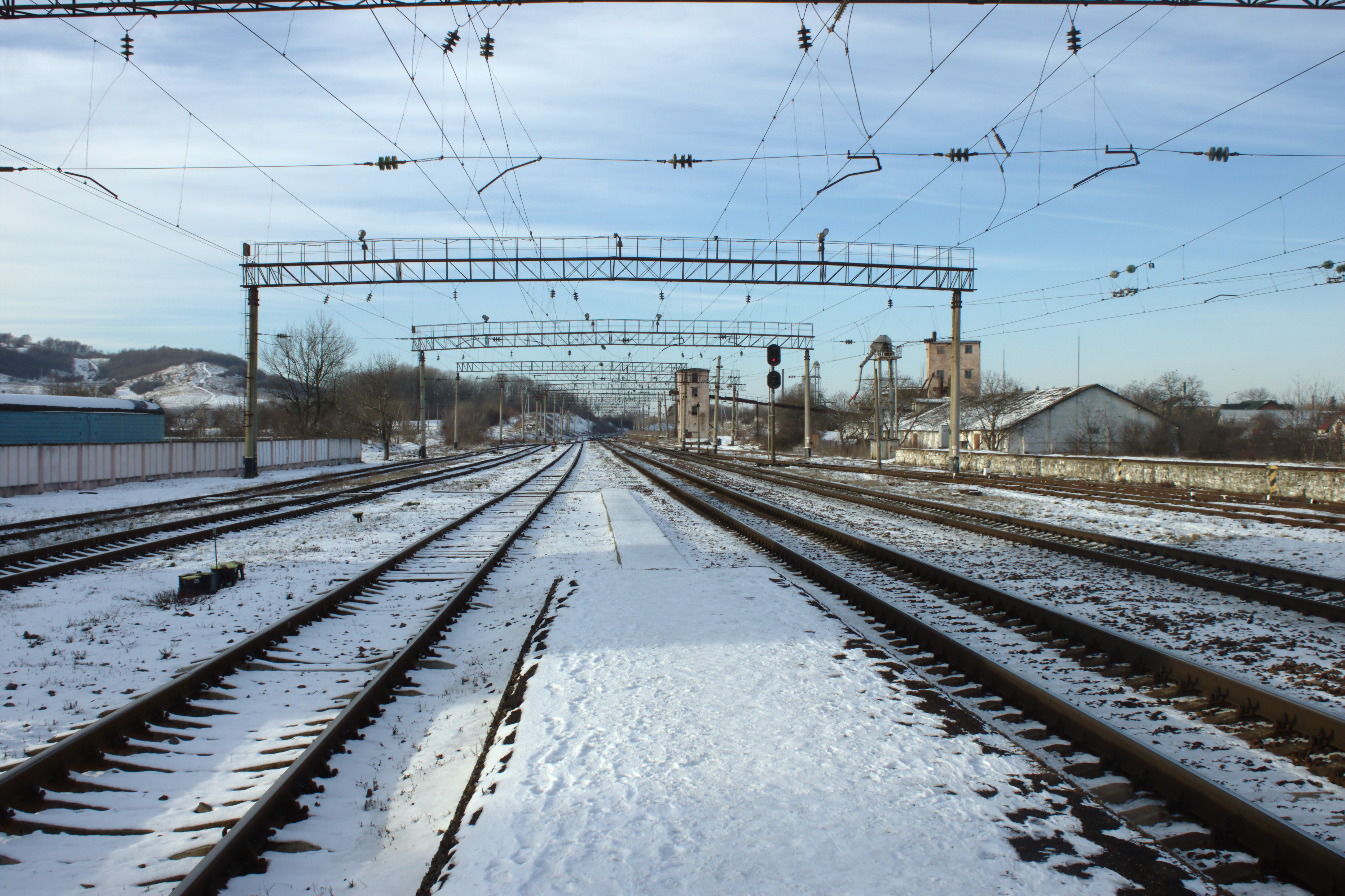
Les voies.

## Histoire
Elle faisait partie de la ligne de Chemin de fer de Galicie et ouvre en 1870 par l'empire d'Autriche.

### Accueil

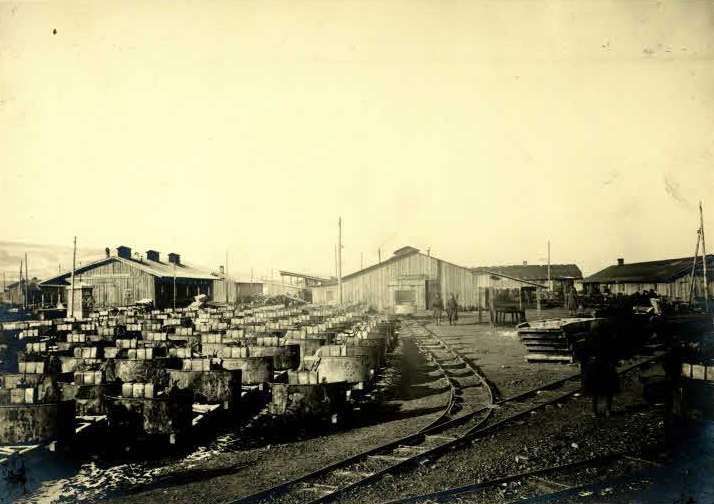
La gare pendant la Première Guerre mondiale.

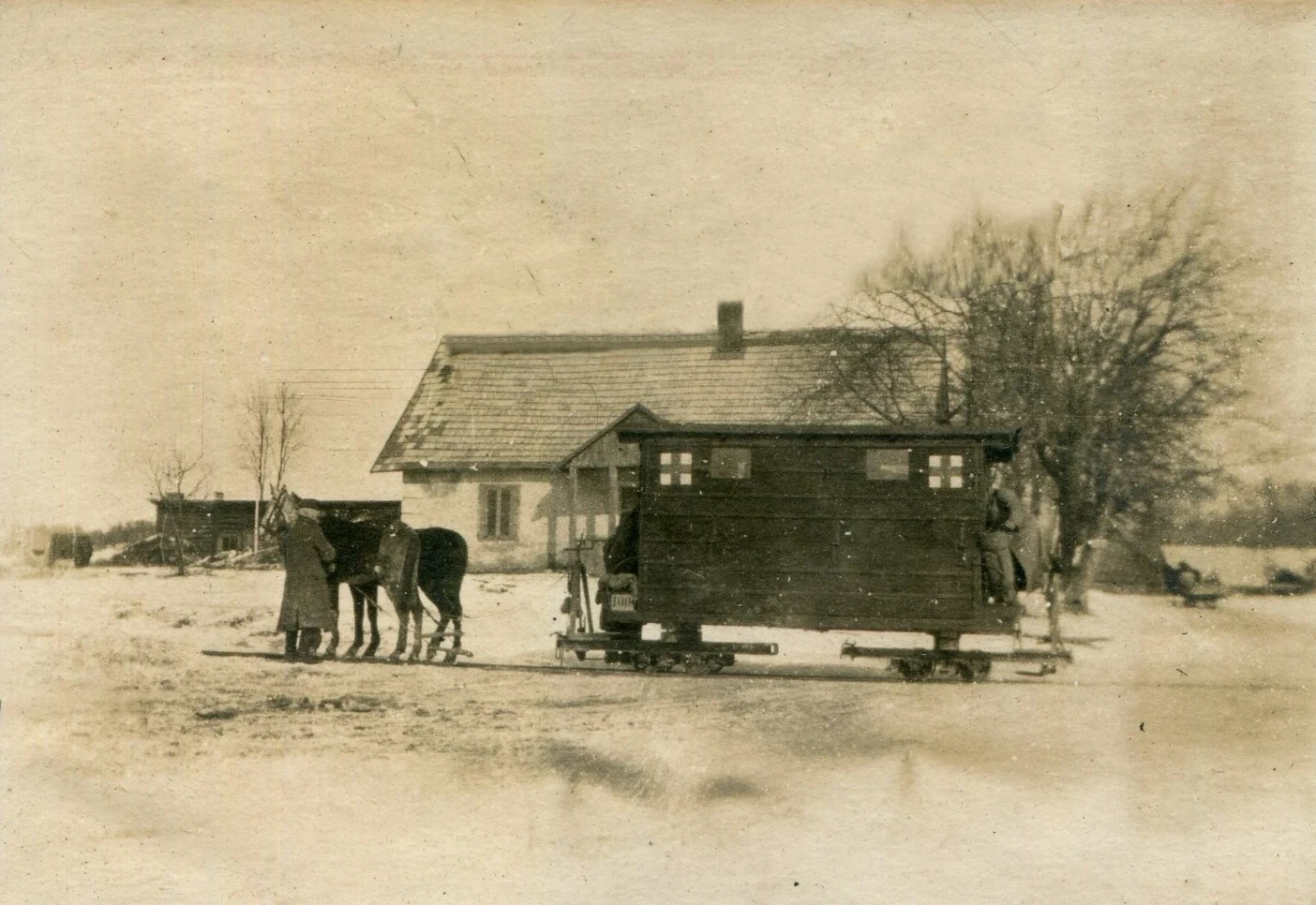
Wagon-hôpital de la Croix-Rouge tiré par des chevaux du chemin de fer a voie etroite Zarwanica-Złoczów (Zarvanytsia-Zolochiv)